# Courage International
Courage International, também conhecido como Courage Apostolate, é um apostolado aprovado da Igreja Católica que tem como membros "homens e mulheres que sentem atração pelo mesmo sexo e que se comprometeram a lutar pela castidade. Eles são inspirados pelo chamado do Evangelho à santidade e pelos belos ensinamentos da Igreja Católica sobre a bondade e o propósito inerente da sexualidade humana. Através do nosso apostolado, as pessoas que sentem atração pelo mesmo sexo recebem apoio pastoral na forma de orientação espiritual, apoio de oração comunitária e comunhão."
As células (chapters, em inglês) são lideradas por um capelão (geralmente um sacerdote) que incentiva seus membros a viverem a castidade de acordo com os ensinamentos da Igreja Católica sobre a homossexualidade. Os membros são incentivados a viverem cinco metas: CASTIDADE, ORAÇÃO E DEDICAÇÃO, COMPANHEIRISMO, APOIO e BOM EXEMPLO. O Courage também tem um ministério voltado para parentes e amigos de gays chamados EnCourage (Encorajar).
O apostolado foi endossado pelo Conselho Pontifício para a Família em 1994, mediante declaração do Cardeal Alfonso López Trujillo.

## História
O Cardeal Terence Cooke, arcebispo de Nova York, concebeu o ministério no início dos anos 80 como um sistema de apoio espiritual que ajudaria os católicos gays a aderirem aos ensinamentos da Igreja sobre sexualidade e comportamento sexual. Cooke convidou o teólogo moral Pe. John F. Harvey, OSFS, para vir a Nova York para iniciar o trabalho de Courage com o Pe. Benedict Groeschel, CFR. A primeira reunião foi realizada em setembro de 1980 no Santuário de Madre Seton em South Ferry.
Courage enfrentou resistência de seu estabelecimento por parte de católicos conservadores, que não acreditavam que qualquer organização desse tipo deveria direcionar sua atenção totalmente para apoiar abertamente católicos gays e lésbicas. No entanto, Courage manteve vários endossos dos bispos seniores da Igreja.
Em 2003, tornou-se membro das Alternativas Positivas à Homossexualidade.
O sucessor do Padre Harvey foi o Padre Paul Check. Ele afirma que o programa não suporta terapia de conversão. Ele às vezes foi convidado a comentar sobre o grupo que sofreu protestos daqueles que se opõem à sua crença de que a atividade homossexual é pecaminosa.
O atual diretor executivo da Courage Internacional é o Padre Philip Bochanski. Bochanski identifica os cinco objetivos do grupo como: castidade viva; desenvolvendo uma vida de oração e dedicação; ajudando-se compartilhando experiências; formar amizades castas; e dando bons exemplos para os outros.
Courage e Ignatius Press organizaram uma conferência pré-sínodo, intitulada  "Vivendo a verdade no amor", realizada em Roma em 2 de outubro de 2015 para atender às necessidades pastorais dos católicos gays. A conferência contou com George Cardinal Pell e Robert Cardinal Sarah, e Jennifer Roback Morse, do Ruth Institute, entre outros oradores; também ouviu o testemunho de homossexuais católicos que seguiram a doutrina da Igreja sobre sexualidade.

## Organização e práticas
A Courage é oficialmente reconhecida pela hierarquia da Igreja e foi endossada pela Cúria Romana. É financiada pela Arquidiocese de Nova York e pela Arquidiocese de Bridgeport, Connecticut, além de doações. Capítulos individuais são auto-suficientes e existem com a permissão de seu bispo diocesano. A Conferência dos Bispos Católicos dos EUA (USCCB) recomendou a Coragem como um ministério para católicos gays em sua publicação de 2006, Ministério para Pessoas com Inclinação Homossexual.
Existem capítulos em muitas cidades dos EUA e em vários países estrangeiros. Em 2005, a Courage formou uma filial para falantes de espanhol chamada Courage Latino, com sede em Cuernavaca, México. Atualmente, ela se estende a sete países: México, El Salvador, Guatemala, Argentina, Colômbia, Espanha e Venezuela.
A coragem não pratica a terapia de conversão, mas oferece aconselhamento com base no programa de 12 etapas para o tratamento de dependentes de álcool alcoólicos anônimos (AA). As etapas foram adaptadas com a permissão do AA, mas sem a participação adicional deste. A Courage descreve seus objetivos como "castidade, oração e dedicação, comunhão, apoio, bom exemplo". A organização acredita que o sofrimento físico e mental muitas vezes pode ser uma conseqüência da corrupção moral ou do vício, e que a atração pelo mesmo sexo é uma "cruz a suportar" e uma oportunidade de crescer em santidade. O SPLC alega que o fundador da Courage, John Harvey, acreditava que a homossexualidade era patológica,  que contradiz as posições oficiais das principais associações profissionais americanas, como a American Psychiatric Association, a American Psychological Association, a American Academy of Pediatrics, a Associação Americana de Aconselhamento e Associação Nacional de Assistentes Sociais, entre outros, que afirmaram que a homossexualidade não é um distúrbio e não pode ser alterada.

## Críticas de grupos LGBT
Ao longo dos anos, a Courage tem enfrentado críticas de católicos que discordam dos ensinamentos da Igreja sobre homossexualidade e argumentam que a organização promove "o celibato obrigatório para gays e lésbicas".
Às vezes, a hostilidade surge entre os grupos que trabalham com essas comunidades. Harvey colocou Courage em oposição ao DignityUSA e criticou publicamente o New Ways Ministry em diversas ocasiões. O DignityUSA e o New Ways Ministry sugeriram que ter uma identidade lésbica ou gay é uma bênção de Deus, e que a Courage está sendo "anti-pastoral" em seu trabalho. Eles pediram uma tentativa mais forte de reconciliação com católicos gays e o reconhecimento de que relacionamentos estáveis entre pessoas do mesmo sexo podem ser uma coisa boa.
Os líderes do Ministério de Novas Maneiras, Jeannine Gramick, SL e Pe. Robert Nugent não recomenda Courage aos católicos, porque eles discordam fundamentalmente de sua abordagem, principalmente porque seu fundador John Harvey supostamente insistia que a homossexualidade era uma doença ou distúrbio. O diretor executivo da DignityUSA disse em 2014 que "a Courage é realmente problemática e muito perigosa para a saúde espiritual das pessoas. E estamos muito preocupados com isso há muitos anos ".Southern Poverty Law Center incluiu uma descrição da Courage International em um relatório sobre os dez grupos mais importantes de ex-gays e antiLGBT em 2015, e a Força-Tarefa Nacional LGBTQ escreveu em um relatório que a "indústria ex-gay "estava" reestruturando seu ataque à homossexualidade em termos mais gentis e supostamente "de uma maneira que prejudica o progresso em direção aos direitos LGBT.
Na França, três organizações chegaram a escrever uma carta ao gabinete de um prefeito local em agosto de 2016 para denunciar as reuniões realizadas pela Courage International em um prédio municipal. Eles se opuseram à opinião de Courage de que indivíduos que se identificam como LGBT são "pessoas feridas" e suas reivindicações de oferecer um "caminho perfeito para a castidade" usando o modelo de 12 etapas de AA, que eles consideravam "homofóbico, humilhante e discriminatório". A carta conjunta foi escrita pela Liga dos Direitos Humanos ( Ligue des droits de l’homme  ), Rainbow Chalon-sur-Saône e Solidariedade Secular 71 ( Solidarité Laïque  71).